# Józefa Majewska

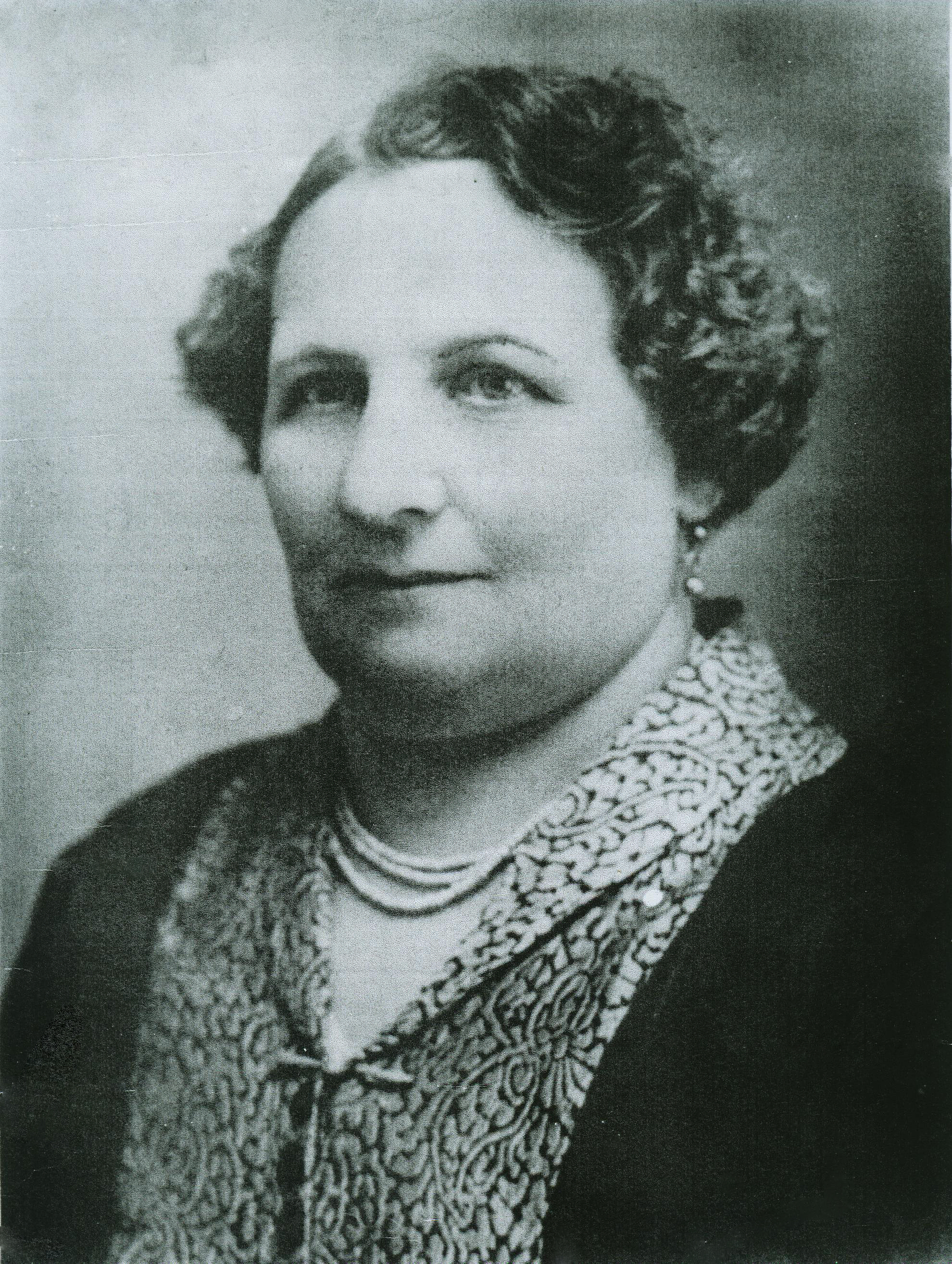
Józefa Majewska z Honowskich, zdjęcie z ok. 1900 r.

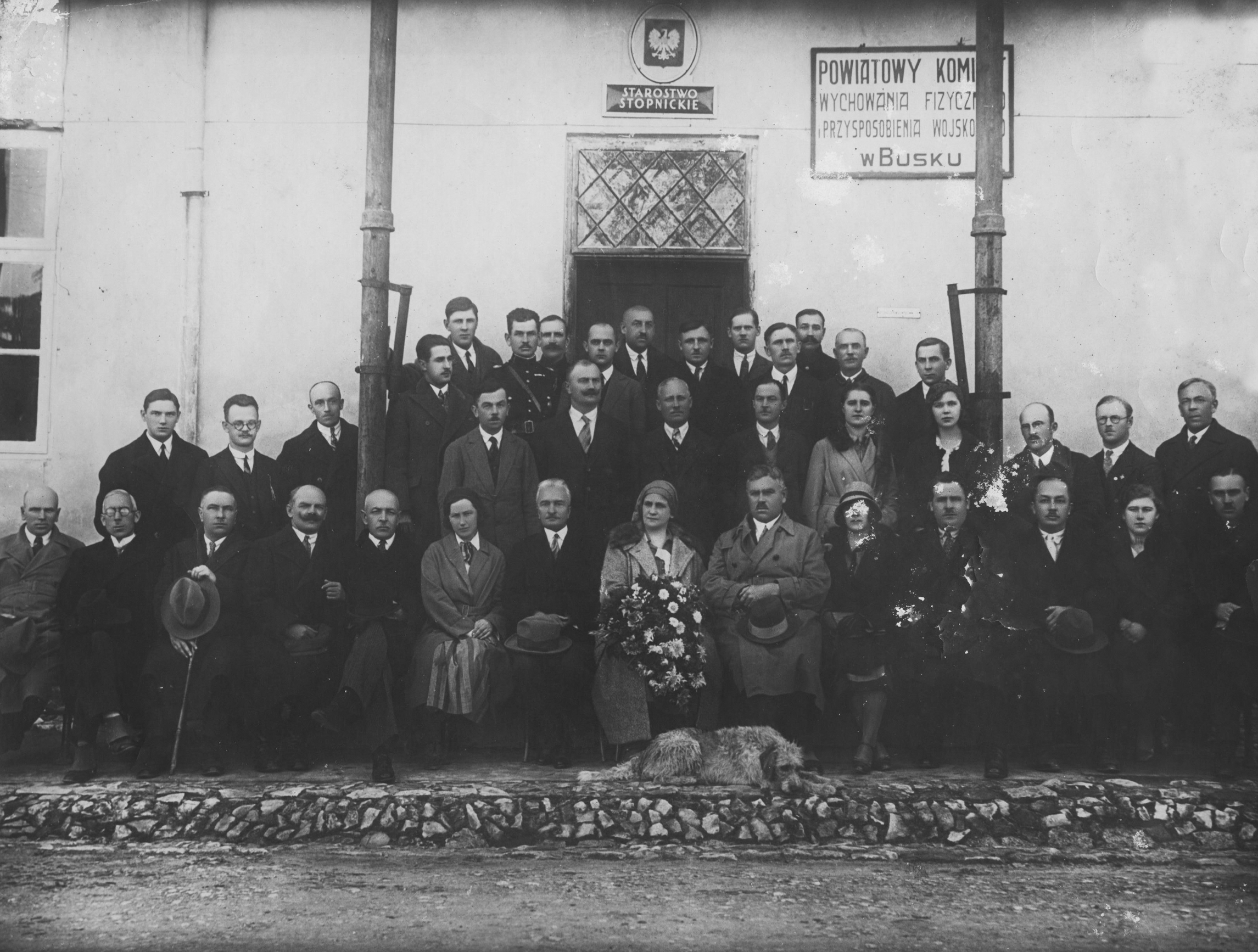
Józefa Majewska (w środku, z kwiatami) na wspólnym zdjęciu przed Starostwem Stopnickim z siedzibą w Busku

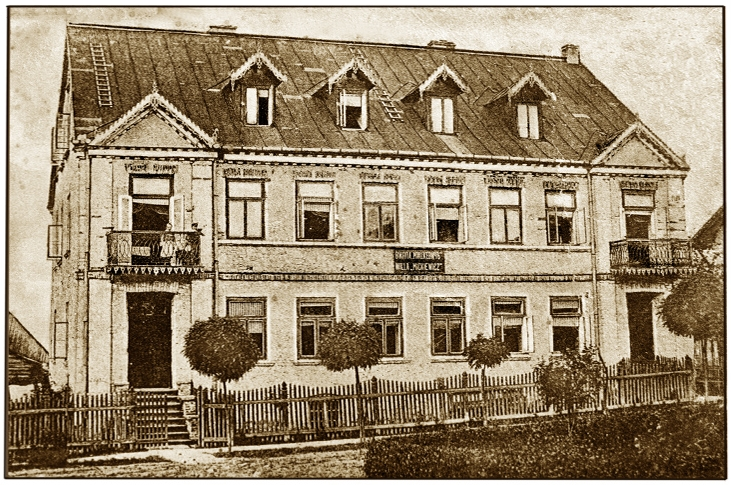
Willa "Mickiewicz" przy ul. Bocznej w Busku. Wygląd z 1920 r.

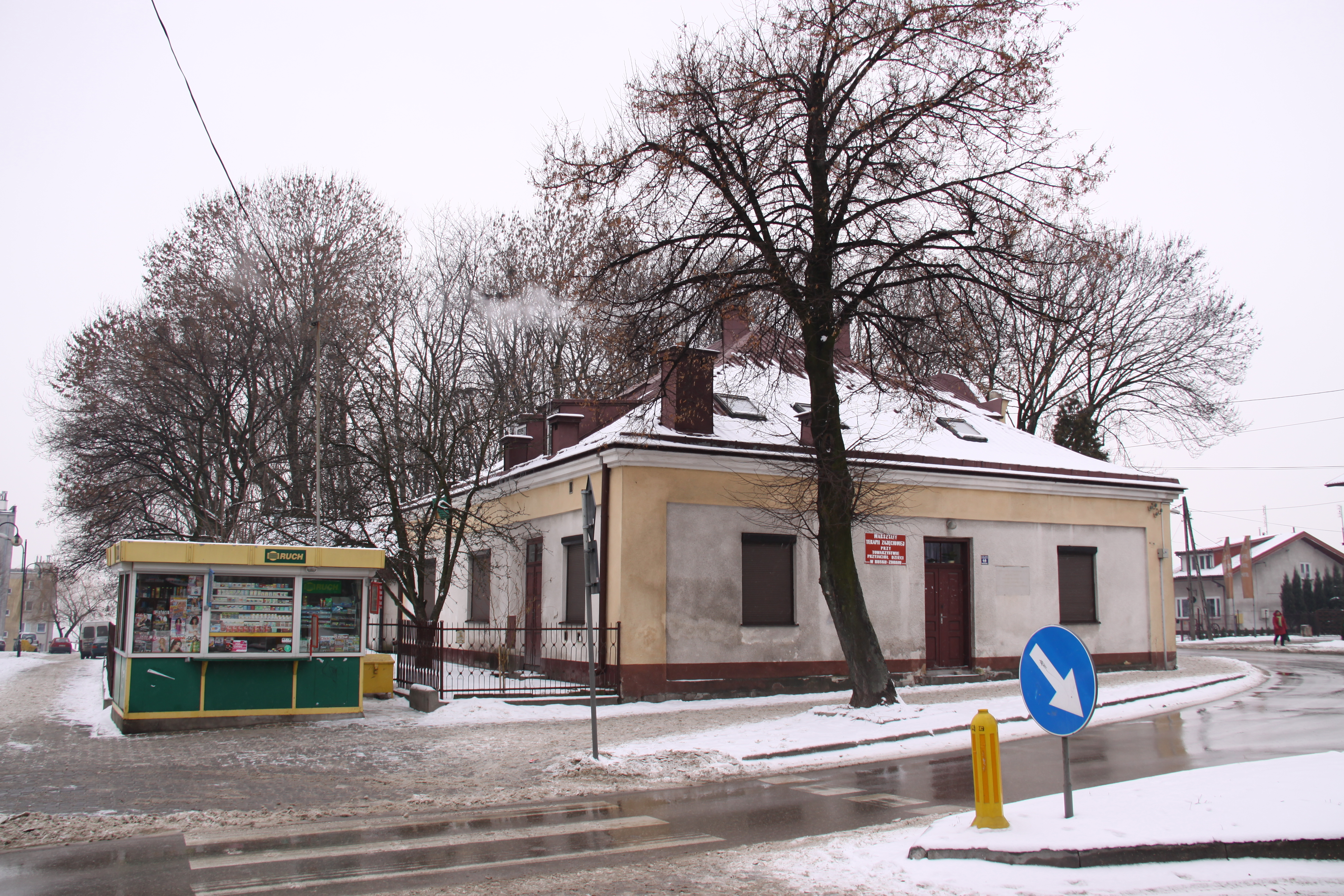
Budynek dawnego Schroniska dla starców i kobiet, fundacji J.Majewskiej, przy ul. Kościuszki 49, wygląd obecny

Józefa Majewska z Honowskich - (ur. 15 marca 1866 r. w Busku, zm. 19 maja 1950 r. w Busku) – obywatelka Buska, filantropka, osoba wielce zasłużona dla miasta.
Jej rodzice Feliks i Maria z Krzyżanowskich, byli zamożnymi obywatelami Buska, właścicielami m.in. kamienicy w Rynku u wylotu obecnej al. Mickiewicza, willi "Wiślica" i "Oblęgorek" w Zdroju, kilku działek w obrębie miasta.  Była żoną Wincentego Majewskiego (1852-1922), członka buskiej Rady Miejskiej w latach 1917-1918, właściciela willi "Mickiewicz" przy ul. Bocznej, w której mieszkała z mężem po ślubie.
Pod koniec lat 20. XX w. Józefa Majewska przystąpiła do budowy sierocińca, na będącej jej własnością dużej działce w centrum miasta, przy ówczesnej al. 3 Maja, dzisiejszej al. Mickiewicza. Rozpoczętą budowę wraz z placem przekazała na własność Sejmikowi Powiatowemu, który wykończył budynek i w 1933 r. uruchomił w nim gimnazjum przeniesione ze Stopnicy. Obecnie, od kilkudziesięciu lat, mieści się tu I Liceum Ogólnokształcące im. Tadeusza Kościuszki.
W 1931 r. wybudowała dom na końcu ul. Kościuszki, opodal kościółka św. Leonarda, w którym jako Fundacja Józefy Majewskiej z Honowskich uruchomiła schronisko dla starców i kalek, kobiet i mężczyzn wyznania rzymskokatolickiego.
W 1945 r. w budynku willi "Mickiewicz" otworzyła pierwsze i jedyne wówczas w Busku przedszkole, prowadzone przez wiele lat przez siostry zakonne.
W 1948 r. Józefa Majewska sporządziła u buskiego notariusza Jana Hetnarskiego testament, w którym willę "Mickiewicz" wraz z placem i ogrodem zapisała Zgromadzeniu Sióstr Kanoniczek Ducha Świętego de Saxia w Krakowie. 18 maja 1950 r., w przeddzień śmierci, wobec nieotrzymnia z ministerstwa wymaganej wówczas zgody na darowiznę dla Zgromadzenia Zakonnego, dokonała zmiany i uzupełnienia treści swej ostatniej woli. Willę "Mickiewicz", budynek wraz z działką, przekazała na własność rzymskokatolickiej parafii NPNMP w Busku-Zdroju. Tej samej parafii oddała również na własność działkę o powierzchni 5 morgów, położoną "Na Woli" (teren dzisiejszego osiedla Piłsudskiego).   
Zmarła 19 maja 1950 r. Józefa Majewska z Honowskichich została pochowanana na buskim cmentarzu parafialnym w grobowcu rodzinnym, ulokowanym obok mogiły powstańców z 1863 r. 